# Il fantasma di Canterville (film)
Il fantasma di Canterville (The Canterville Ghost) è un film per la televisione del 1986 diretto da Paul Bogart e tratto dal racconto omonimo di Oscar Wilde. Tra i protagonisti figurano  Sir John Gielgud, Andrea Marcovicci e Alyssa Milano. È un film pieno di azione e di fantasmi in particolare il vecchio proprietario del castello di Canterville.

## Trama
Harry Canterville, che ha trascorso gran parte della sua vita in America, fa ritorno in Inghilterra con la seconda moglie, Lucy, e la figlia nata dal precedente matrimonio, Jennifer, per prendere possesso della sua eredità, il castello di Canterville. Arrivata nel piccolo paesino, la famiglia scopre prima con scetticismo poi con terrore che il castello è infestato dallo spirito di un antenato caduto in disgrazia, Sir Simon de Canterville, imprigionato nella tenuta dopo la morte di sua moglie, che lo ha maledetto incolpandolo della morte della figlia.
Nonostante gli eccentrici parenti e le fosche previsioni di Mr. e Mrs. Umney, maggiordomo e governante del castello, Harry è deciso a rimanere per i tre mesi previsti dalla clausola del testamento, altrimenti perderà la proprietà. Progetta infatti di vendere il castello ad una società immobiliare, pronta a trasformarlo in un albergo di lusso. Sua figlia nel frattempo fa amicizia con il fantasma, scoprendo che Sir Simon sarà libero di abbandonare il mondo dei vivi quando qualcuno persuaderà l'Angelo della Morte a liberarlo. Nonostante i rischi, Jennifer, affezionatasi al fantasma burbero ma dal cuore d'oro, aiuta Sir Simon a liberarsi dalla maledizione.